# Andrés Niño
Andrés Niño (Moguer, Huelva, 1475 - província de San Miguel, El Salvador, ca. 1530) fou un mariner castellà, membre d'una família de destacats navegants de Moguer. Era fill de Juan Niño i fou nomenat pilot reial de la Mar del Sud el 12 de juliol de 1514. Participà en diverses expedicions per les costes de Centroamèrica i va realitzar importants colonitzacions.

## Biografia
Nascut a Moguer el 1475, en els seus inicis va navegar pel govern de Portugal per la costa de l'Àfrica i les Índies Orientals. El 12 de juliol de 1514 fou nomenat Pilot Reial de la casa d'Índies. El 26 de novembre del mateix any salpà de Sevilla a bord de la caravel·la Santa María de la Consolación cap a Darién en seguiment de l'armada comandada per Pedrarias Dávila per reforçar i abastir la nova colònia de Castella de l'Or. Allà feu amistat amb Vasco Núñez de Balboa, el qual poc després fou mort. Aquest viatge li proporcionà el coneixement de noves possibilitats de navegació i relacions amb gent ben posicionada.
El 1518 viatjà a la Península buscant valedors per continuar els projectes iniciats per Nuñez de Balboa, estant durant un temps a la seva casa de Triana junt amb la seva muller Isabel García i els quatre fills. El 1519 una capitulació firmada a Saragossa amb la Corona li donava llicència per explorar i descobrir mil llegües a la costa del Mar del Sud cap a les Moluques. Al mateix temps s'ordenava a Pedrarias que li proporcionés la flota que pertanyia a Balboa.
El 13 de setembre de 1519 salpà aquesta armada de Sanlúcar de Barrameda portant com a Capità a Gil González Dávila i com a pilot i assessor Andrés Niño. Gil González per terra i Andrés Niño per mar arribaren a la costa del golf de San Lúcar, a l'altura de Nicoya (Costa Rica). Allà acordaren separar-se i Andrés Niño continuà per mar fins a arribar, el 23 de febrer de 1523, a un indret que anomenà riu de la Posesión (Corinto), a l'actual Nicaragua. Tot seguit descobrí un golf que anomenà Fonseca en honor de Juan Rodríguez de Fonseca. D'aquí continuà remuntant fins a situar-se a l'altura de Tehuantepec, on va emprendre el viatge de tornada cap al golf de San Lúcar on havia quedat amb Gil González.
Va morir el 1525 quan remuntava el riu Ulúa internant-se a la província de San Miguel, a l'actual El Salvador.